# Кубок Футбольної асоціації Малайзії з футболу 2020
Кубок Футбольної асоціації Малайзії з футболу 2020 — 31-й розіграш кубкового футбольного турніру у Малайзії. Титул володаря кубка захищав Кедах. Після початку пандемії COVID-19 змагання було зупинене та скасоване, переможця не було встановлено.

## Календар
| Раунд            | Дата               | Матчі | Клуби   |
| ---------------- | ------------------ | ----- | ------- |
| Попередній раунд | 15-16 лютого 2020  | 15    | 59 → 44 |
| Перший раунд     | 22-23 лютого 2020  | 12    | 44 → 32 |
| 1/16 фіналу      | 17-18 березня 2020 | 16    | 32 → 16 |
| 1/8 фіналу       |                    | 8     | 16 → 8  |
| 1/4 фіналу       |                    | 8     | 8 → 4   |
| 1/2 фіналу       |                    | 4     | 4 → 2   |
| Фінал            |                    | 1     | 2 → 1   |